# Киенко, Леонид Владимирович
Леони́д Влади́мирович Кие́нко (10 июня 1974, Находка, Приморский край, СССР) — российский футболист, полузащитник, тренер.

## Карьера

### Клубная
Воспитанник находкинского футбола. Дебютировал за местный «Океан» 7 марта 1993 года в матче против «Ротора» (3:1). Этот матч стал для Леонида единственным в Высшей лиге. В 1995 году провёл один матч за хабаровский «СКА». С 2000 года играл во Втором дивизионе за иркутскую «Звезду», «Луч» и «Сибиряк». В 2002 году завершил карьеру.

### Тренерская
В 2011 году, будучи детским тренером, был назначен тренером «Океана». В сезоне 2011/12 работал на аналогичной должности в «Сахалине». С 2012 по 2015 год являлся главным тренером «Океана».
По состоянию на 2021 год (в 2021 году) — тренер детско-юношеского центра в селе Чугуевка, главный тренер местного клуба «Уссури».

## Достижения
- Бронзовый призёр зоны «Восток» Второго дивизиона: 2000
- Команда Уссури выиграла ЧПК и Кубок края в 2023 году.